# バックソン県
バックソン県（バックソンけん、ベトナム語：Huyện Bắc Sơn / 縣北山?）は、ベトナム社会主義共和国ランソン省の県である。面積は695.52 km²、人口は65,840人（2019年）である。

## 行政区画
以下の1市鎮17社を管轄する。
- バックソン市鎮（Bắc Sơn / 北山）
- バッククイン社（Bắc Quỳnh / 北瓊）
- チエンタン社（Chiến Thắng / 戰勝）
- チエンヴー社（Chiêu Vũ / 昭武）
- ドンイー社（Đồng Ý / 同意）
- フンヴー社（Hưng Vũ / 興武）
- ロンドン社（Long Đống / 龍洞）
- ニャットティエン社（Nhất Tiến / 一進）
- ニャットホア社（Nhất Hòa / 一和）
- タンフオン社（Tân Hương / 新香）
- タンラップ社（Tân Lập / 新立）
- タンタイン社（Tân Thành / 新城）
- タンチー社（Tân Tri / 新知）
- チャンイエン社（Trấn Yên / 鎮安）
- ヴァントゥイ社（Vạn Thủy / 萬水）
- ヴーラン社（Vũ Lăng / 武陵）
- ヴーレー社（Vũ Lễ / 武禮）
- ヴーソン社（Vũ Sơn / 武山）